# IC 4570
IC 4570 ist eine Spiralgalaxie vom Hubble-Typ Sc im Sternbild Nördliche Krone am Nordsternhimmel. Sie ist schätzungsweise 435 Millionen Lichtjahre von der Milchstraße entfernt.
Das Objekt wurde am 24. Juli 1895 von Stéphane Javelle entdeckt.